# Stenophylax mitis
Stenophylax mitis är en nattsländeart som beskrevs av Mclachlan 1875. Stenophylax mitis ingår i släktet Stenophylax och familjen husmasknattsländor. Inga underarter finns listade i Catalogue of Life.